# Kara-Bak
Kara-Bak (kirgisisch Кара-Бак) ist ein Dorf in Kirgisistan mit – Stand 2022 – 9007 Einwohnern.

## Geographie
Das Dorf liegt im Rajon Batken des Oblus Batken. Es ist das administrative Zentrum der Landgemeinde Kara-Bak. Es liegt 12 Kilometer von Batken entfernt direkt an der Grenze zu Tadschikistan, unweit von Isfara. Das nächste Dorf ist Tschong-Talaa.

## Bevölkerung
| Jahr | Einwohner |
| ---- | --------- |
| 1999 | 5959      |
| 2002 | 6434      |
| 2009 | 9699      |
| 2021 | 8932      |
| 2022 | 9007      |